# NGC 4073
NGC 4073 (również PGC 38201 lub UGC 7060) – galaktyka eliptyczna (E), znajdująca się w gwiazdozbiorze Panny. Odkrył ją William Herschel 20 grudnia 1784 roku. Jest to najjaśniejsza galaktyka klastra MKW 4.